# Bahnhof Kraftsdorf

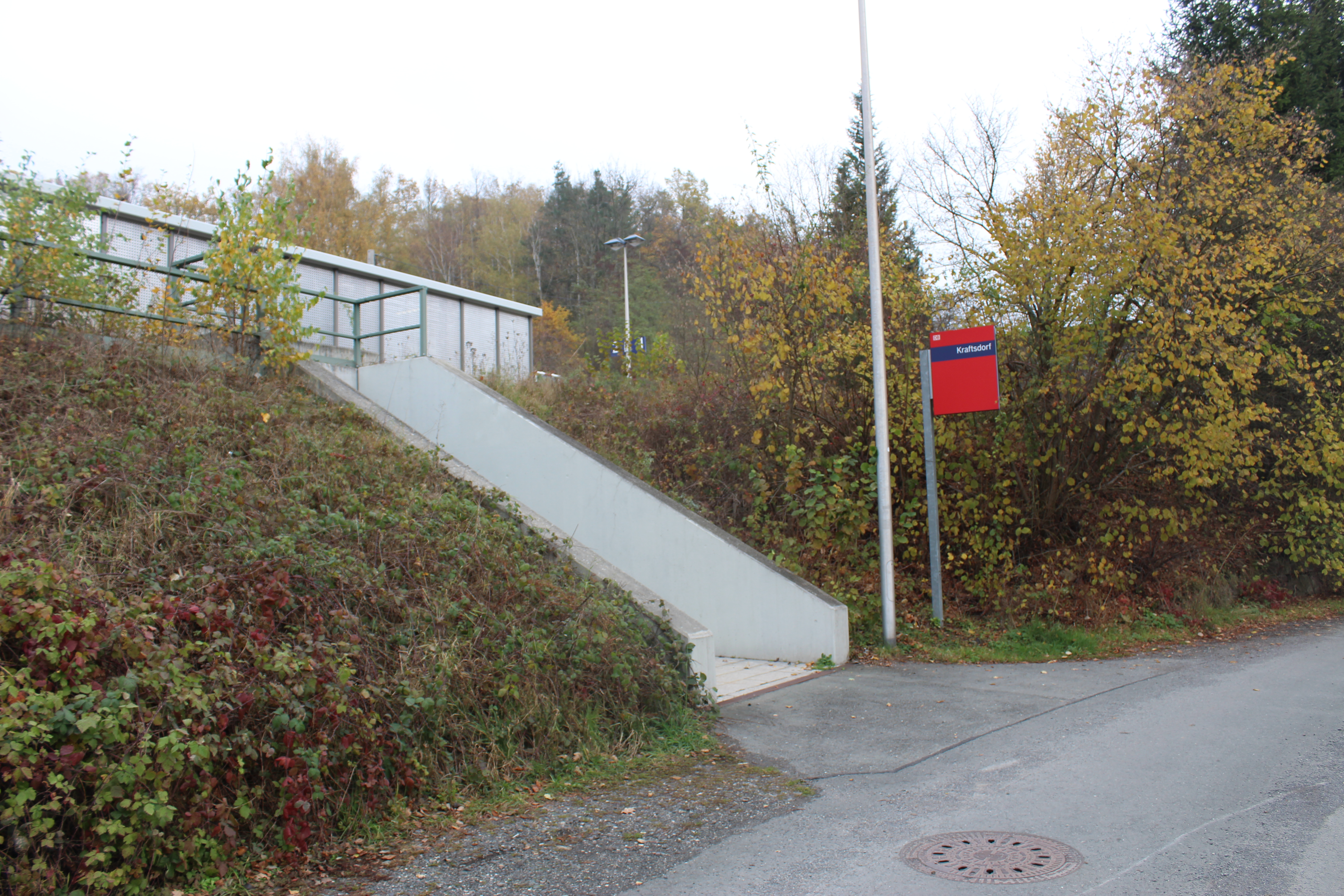
Eingang des Bahnhofs (2017)

Der Bahnhof Kraftsdorf ist ein Haltepunkt und ehemaliger Bahnhof an der Weimar-Geraer Bahn im Osten Thüringens.

## Geschichte
Der Kraftsdorfer Bürgermeister und Landtagsabgeordnete Gottfried Sachse setzte sich im Streit um die genaue Streckenführung erfolgreich dafür ein, dass Kraftsdorf einen Anschluss ans Bahnnetz bekam. Die Anbindung des Ortes sorgte für den erhofften Aufschwung des Steinmetzgewerbes.
Der Bahnhof Kraftsdorf besaß bereits zur Eröffnung ein Empfangsgebäude mit angebautem Güterschuppen. Seit 1878 waren planmäßige Zugkreuzungen möglich, 1885 wurde ein Zwischenbahnsteig errichtet. Um 1906 kam eine Wasserstation hinzu, deren Hochbehälter in den naheliegenden Fels eingelassen war. Die Wasserkräne wurden bis ins Jahr 1965 hinein zur Wasserversorgung der Lokomotiven genutzt.
Neben der Ladestraße und einer Kopf- und Seitenrampe war der Güterbahnhof mit einer 36-t-Gleiswaage ausgestattet. Der Güterverkehr ging ab etwa 1960 zurück, als die Sandsteingewinnung in der Gegend nicht mehr genügend Gewinn einbrachte; bis 1967 wurde die Beförderung vollständig eingestellt. Auch das Ladegleis wurde wenig später entfernt. Seit dem Rückbau der restlichen Nebengleise in den 1980er Jahren waren in Kraftsdorf nur noch Zugkreuzungen und -überholungen möglich.
Der Bahnhof Kraftsdorf wurde später in einen Haltepunkt umgewandelt, da er seit 1984 an einem teilweise und seit 1985 komplett zweigleisigen Streckenabschnitt liegt.

## Anlagen
Die beiden Bahnsteige sind 110 Meter lang und 55 Zentimeter hoch.
Im Zuge des zweigleisigen Ausbaus bis 1985 wurden die Form- durch Lichtsignale ersetzt, somit wurde auch das östlich gelegene Stellwerk Ko (Kraftsdorf Ost) unbrauchbar gemacht und fristete sein Dasein bis zum zweigleisigen Aus- und Neubau der Strecke bis Hermsdorf als Ruine. Heute ist Kraftsdorf an das elektronische Stellwerk Gera angeschlossen.